# Lee Wei-jen
Lee Wei-jen (chinesisch 李維仁; * 24. April 1975) ist ein taiwanischer Badmintonspieler. 

## Karriere
Lee Wei-jen nahm 1999 im Mixed und im Herrendoppel an den Badminton-Weltmeisterschaften teil. Bei den Asienspielen 1998 wurde er Neunter im Herrendoppel. Im gleichen Jahr gewann er die US Open im Doppel.

## Sportliche Erfolge
| Saison | Veranstaltung | Disziplin    | Platz | Name                          |
| ------ | ------------- | ------------ | ----- | ----------------------------- |
| 1998   | US Open       | Herrendoppel | 1     | Horng Shin-jeng / Lee Wei-jen |
| 1998   | Asienspiele   | Herrendoppel | 9     | Horng Shin-jeng / Lee Wei-jen |
| 1999   | Thailand Open | Herrendoppel | 5     | Victo Wibowo / Lee Wei-jen    |